# Tommy Lawton
Thomas Lawton (6. října 1919 Bolton – 6. listopadu 1996 Nottingham) byl anglický fotbalista a trenér. Hrál na pozici středního útočníka.

## Hráčská kariéra
Lawton hrál amatérsky za Rossendale United, v den svých 17. narozenin se stal profesionálním hráčem Burnley.
V lednu 1937 přestoupil do Evertonu, kde měl na postu středního útočníka nahradit Dixieho Deana. To se také povedlo: v ročnících 1937/38 a 1938/39 se stal králem střelců anglické ligy a v sezoně 1938/39 se stal Everton mistrem. Pak přišla válka a anglická liga se nehrála.
Po válce Lawton přestoupil do Chelsea a v roce 1947 překvapivě do třetiligového Notts County za 20 000 GBP, což byl v té době v Británii rekord. Roku 1950 postoupili do 2. ligy. Roku 1952 přestoupil do jiného druholigového klubu, Brentfordu, kde i zároveň trénoval. V letech 1953 až 1955 hrál za prvoligový Arsenal. Nakonec hrál za Kettering Town v regionální lize jako hrající trenér.
Anglii reprezentoval před válkou a po válce ve 23 zápasech, dal 22 gólů. Během války hrál za Anglii ve 23 zápasech, dal 24 gólů. V roce 1947 hrál ve speciálním zápase za Velkou Británii proti zbytku Evropy, v němž dal 2 góly.

## Statistiky

### Klub
| Klub           | Sezona  | Liga                 | Liga | Liga | FA Cup | FA Cup | Ostatní | Ostatní | Celkem | Celkem |
| Klub           | Sezona  | Divize               | Záp. | Góly | Záp.   | Góly   | Záp.    | Góly    | Záp.   | Góly   |
| -------------- | ------- | -------------------- | ---- | ---- | ------ | ------ | ------- | ------- | ------ | ------ |
| Burnley        | 1935–36 | Second Division      | 7    | 5    | 0      | 0      | 0       | 0       | 7      | 5      |
| Burnley        | 1936–37 | Second Division      | 18   | 11   | 0      | 0      | 0       | 0       | 18     | 11     |
| Burnley        | Celkem  | Celkem               | 25   | 16   | 0      | 0      | 0       | 0       | 25     | 16     |
| Everton        | 1936–37 | First Division       | 10   | 3    | 1      | 1      | 0       | 0       | 11     | 4      |
| Everton        | 1937–38 | First Division       | 39   | 28   | 2      | 0      | 0       | 0       | 41     | 28     |
| Everton        | 1938–39 | First Division       | 38   | 34   | 5      | 4      | 0       | 0       | 43     | 38     |
| Everton        | 1939–40 | First Division       | 3    | 4    | 0      | 0      | 0       | 0       | 3      | 4      |
| Everton        | Celkem  | Celkem               | 90   | 69   | 8      | 5      | 0       | 0       | 98     | 74     |
| Chelsea        | 1945–46 | –                    | 0    | 0    | 6      | 1      | 0       | 0       | 6      | 1      |
| Chelsea        | 1946–47 | First Division       | 34   | 26   | 5      | 4      | 0       | 0       | 39     | 30     |
| Chelsea        | 1947–48 | First Division       | 8    | 4    | 0      | 0      | 0       | 0       | 8      | 4      |
| Chelsea        | Celkem  | Celkem               | 42   | 30   | 11     | 5      | 0       | 0       | 53     | 35     |
| Notts County   | 1947–48 | Third Division South | 19   | 18   | 5      | 6      | 0       | 0       | 24     | 24     |
| Notts County   | 1948–49 | Third Division South | 36   | 20   | 4      | 3      | 0       | 0       | 40     | 23     |
| Notts County   | 1949–50 | Third Division South | 37   | 31   | 3      | 2      | 0       | 0       | 40     | 33     |
| Notts County   | 1950–51 | Second Division      | 30   | 9    | 1      | 0      | 0       | 0       | 31     | 9      |
| Notts County   | 1951–52 | Second Division      | 29   | 12   | 2      | 2      | 0       | 0       | 31     | 13     |
| Notts County   | Celkem  | Celkem               | 151  | 90   | 15     | 13     | 0       | 0       | 166    | 103    |
| Brentford      | 1951–52 | Second Division      | 10   | 2    | 0      | 0      | 0       | 0       | 10     | 2      |
| Brentford      | 1952–53 | Second Division      | 34   | 13   | 0      | 3      | 0       | 0       | 37     | 13     |
| Brentford      | 1953–54 | Second Division      | 6    | 2    | 0      | 0      | 0       | 0       | 6      | 2      |
| Brentford      | Celkem  | Celkem               | 50   | 17   | 3      | 0      | 0       | 0       | 53     | 17     |
| Arsenal        | 1953–54 | First Division       | 9    | 1    | 0      | 0      | 1       | 1       | 10     | 2      |
| Arsenal        | 1954–55 | First Division       | 18   | 6    | 2      | 1      | 0       | 0       | 20     | 7      |
| Arsenal        | 1955–56 | First Division       | 8    | 6    | 0      | 0      | 0       | 0       | 8      | 6      |
| Arsenal        | Celkem  | Celkem               | 35   | 13   | 2      | 1      | 1       | 1       | 38     | 15     |
| Kettering Town | ?       | Southern League      | 30   | 15   | 0      | 0      | 0       | 0       | 30     | 15     |
| Kettering Town | Celkem  | Celkem               | 30   | 15   | 0      | 0      | 0       | 0       | 30     | 15     |
| Celkem         | Celkem  | Celkem               | 423  | 250  | 39     | 24     | 1       | 1       | 463    | 275    |

### Reprezentace
| Tým    | Rok    | Zápasy | Góly |
| ------ | ------ | ------ | ---- |
| Anglie | 1938   | 4      | 4    |
| Anglie | 1939   | 4      | 2    |
| Anglie | 1946   | 4      | 6    |
| Anglie | 1947   | 8      | 9    |
| Anglie | 1948   | 3      | 1    |
| Celkem | Celkem | 23     | 22   |

## Úspěchy

### Klub
Everton
- Football League First Division vítěz: 1938–39

Notts County
- Football League Third Division South vítěz: 1949–50

Arsenal
- Charity Shield vítěz: 1953

### Mezinárodní
Anglie
- British Home Championship vítěz: 1938–39 (sdílené), 1946–47, 1947–48

### Trenér
Kettering Town
- Southern Football League vítěz: 1956–57

### Individuální
- Nejlepší střelec 1. anglické ligy: 1937–38, 1938–39
- Nejlepší střelec Third Division South: 1949–50
- English Football Hall of Fame: 2003
- Notts County FC Hall of Fame: 2014[2]